# Cars (film)
Pour les articles homonymes, voir Cars.
Série Classiques d'animation Pixar
Les Indestructibles
(2004) Ratatouille
(2007)
Série Cars
Cars 2
(2011)
Pour plus de détails, voir Fiche technique et Distribution.
Cars ou Les Bagnoles au Québec est le septième long métrage d'animation entièrement en images de synthèse des studios Pixar. Sorti en 2006 et coproduit par les studios Disney, le film se déroule dans un monde peuplé d'automobiles anthropomorphes. Flash McQueen, une voiture de course rouge, est un jeune champion avide de succès et promis à une très belle carrière. Un jour, il se retrouve abandonné par accident en plein désert et en essayant de retrouver son chemin, arrive dans la petite ville de Radiator Springs, située sur la mythique Route 66. Loin de ses fans, il va s’y faire de nouveaux amis et découvrir qu'il y a des choses bien plus importantes dans la vie que de franchir en premier la ligne d’arrivée. Une suite, intitulée Cars 2, est sortie le 27 juillet 2011, suivie de Cars 3, sortie le 2 août 2017.

## Synopsis

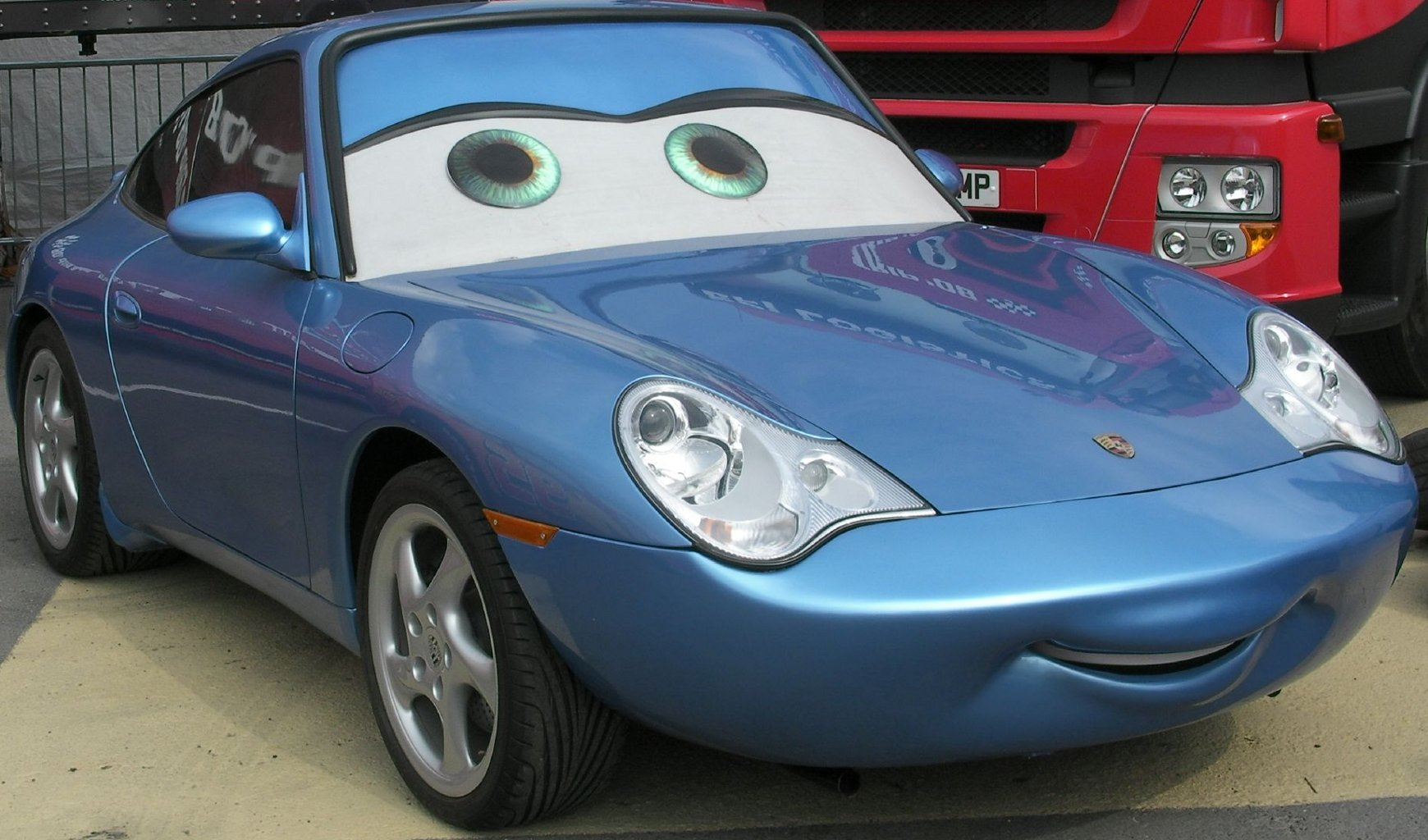
Sally

Lors du Dinoco 400, la dernière course de la saison de la Piston Cup, trois coureurs sont à égalité de points : le septuple champion Strip Weathers, dit le King, qui tente de remporter sa huitième et dernière Piston Cup avant de prendre sa retraite, l'habituel second, Chick Hicks, qui a recours aux accidents forcés pour prendre de l'avance, et le talentueux mais arrogant nouveau venu Flash McQueen. En queue de peloton, Flash évite un carambolage impliquant tous les concurrents, délibérément provoqué par Chick.
Pendant que les autres voitures s'arrêtent pour changer de pneus, McQueen reste en piste pour prendre la tête. Grâce à cette avance, il domine la fin de course, jusqu'au dernier tour où ses pneus arrière éclatent. Chick et le King le rattrapent, mais les trois franchissent la ligne d'arrivée exactement au même moment.
Une nouvelle course est donc organisée à Los Angeles, en Californie, pour départager les trois vainqueurs. McQueen est prêt à tout pour gagner la course, non seulement pour être le premier rookie à remporter la Piston Cup, mais aussi parce que cela lui permettrait de quitter le parrainage peu glorieux de Rust-eze, une entreprise de « pommade » à pare-chocs, et de prendre la place du King dans la prestigieuse écurie Dinoco. Cependant, il a du mal à travailler avec les autres en raison de son égoïsme, ce qui lui a valu de renvoyer trois chefs d'équipe et de voir son équipe des stands démissionner après la course.
Désireux d'arriver en Californie le plus vite possible pour discuter avec Dinoco, Flash pousse son transporteur et unique ami, Mack, à voyager toute la nuit sur l'Interstate 40. Alors que McQueen dort, Mack s'assoupit et est réveillé en sursaut par une bande de délinquants tunés, ce qui fait tomber Flash de la remorque. McQueen se réveille au milieu de la circulation à contresens, évite plusieurs collisions, et quitte l'autoroute à toute vitesse à la recherche de Mack. Perdu sur la mythique Route 66, il cherche à rejoindre l’autoroute le plus vite possible, mais est pris en chasse par le shérif de Radiator Springs, en Arizona. Prenant les pétarades de l’échappement du shérif pour des coups de feu, Flash McQueen panique et prend la fuite, endommageant par inadvertance la chaussée de la route principale.
Le lendemain matin, Flash McQueen se réveille à Radiator Springs et découvre qu’il est en prison. Après une rapide conversation avec Martin, une dépanneuse, il est conduit au tribunal pour y être jugé. Le juge Doc Hudson, qui est également le médecin de la ville, décide en le voyant d'immédiatement le chasser, mais l’avocate Sally Carrera arrive et parvient à convaincre Doc Hudson de l’obliger à réparer la route. Flash McQueen est alors attelé à Bessie, une goudronneuse, et se voit imposé de réparer les dégâts qu’il a causés avant de pouvoir quitter la ville.
Cependant, la prochaine course pour départager les vainqueurs de la Piston Cup doit avoir lieu dans moins d’une semaine et Flash McQueen est pressé de s’y rendre, afin de rencontrer Dinoco. Après une tentative d’évasion ratée, il se résigne à réparer la route mais dans son empressement bâcle le travail. Fatigué d’entendre les complaintes de la voiture de course, Doc Hudson défie Flash McQueen de le battre à la course. Si Flash McQueen gagne, il pourra partir librement, s’il perd, il devra réparer la route.
Il relève alors le défi et démarre la course en trombe, laissant Doc Hudson dans son nuage de poussière, ce dernier n’ayant même pas bougé. Cependant, arrivant trop vite sur un virage, le sol sableux lui fait perdre son adhérence, ce qui l’envoie au terme d’un dérapage se planter dans des cactus. Doc, qui avait prévu la chose, demande à Martin de l’accompagner pour récupérer Flash et est déclaré vainqueur. Flash McQueen se voit donc obligé non seulement de détruire la portion de route qu'il avait bâclé, mais également de recommencer la réparation.
Le lendemain matin, la ville découvre que Flash McQueen a fini de réparer une portion de route et tous sont étonnés par la perfection de son travail. Étant donné qu’il était arrivé à court de goudron au beau milieu de la nuit, le Shérif a autorisé Flash à s’entraîner sur le circuit de terre, sous sa surveillance. Flash essaye désespérément de passer le virage problématique, mais échoue sans arrêt.
Doc lui suggère alors de braquer ses roues dans le sens opposé au virage, mais McQueen est en colère et refuse de l’écouter. Il décide cependant d’essayer la chose, bien qu’elle lui semble farfelue, et termine à nouveau sa course dans les cactus. C’est alors que Sally l’invite à venir passer la nuit au Cozy Cone Motel, tandis que Martin s’amuse de l’évolution de leur relation.
Le jour d'après, alors qu’il cherche le shérif, Flash McQueen se retrouve dans le garage de Doc et découvre son secret : Doc est en réalité Hudson Hornet, une légende des circuits, ayant remporté la Piston Cup trois fois d'affilée, en 1951, en 1952 et en 1953.
Plus tard, Sally invite Flash à l’accompagner pour une promenade dans les environs de Radiator Springs et l’emmène au Wheel Well Motel, un vieux motel abandonné d’où ils peuvent contempler le paysage. Elle lui raconte alors comment elle est arrivée là et comment la construction de l’autoroute, quarante ans plus tôt, a transformé Radiator Springs en une ville fantôme.
Lors de son retour à Radiator Springs, Flash McQueen surprend Doc sur le circuit de terre et est impressionné par son pilotage. Mais, dès que Doc l’aperçoit, il tourne les talons et retourne à son garage, où Flash le suit. Doc, fâché, lui ordonne de sortir, mais Flash insiste, lui demandant pourquoi il a quitté le monde de la course automobile alors qu’il était si brillant. Doc lui montre un article de journal et lui explique finalement qu’il n’est pas parti volontairement, mais qu’il a eu un grave accident en 1954. Une fois réparé, Doc a bien essayé de participer à nouveau aux courses, mais il en a été écarté au profit de rookies. Finalement, Doc demande à Flash de terminer la route et de quitter la ville.
Le lendemain, alors qu’il vient juste de finir de réparer la route, Flash McQueen décide de rendre service à tous les habitants de Radiator Springs, notamment en se laissant relooker. Le soir ils organisent une fête en son honneur, au cours de laquelle Sally et Flash tombent amoureux, mais sont interrompus par l’arrivée d’une foule de journalistes et de véhicules en tout genre, dont Mack, qui est venu chercher Flash pour l’emmener sur le lieu de la course. Sally est très déçue de découvrir que c’est Doc qui a informé la presse et la ville tout entière est affectée du départ de Flash.
Lors de la course, en Californie, Flash n’arrête pas de se remémorer Sally et Radiator Springs. Plongé dans ses souvenirs, il est vite distancé par ses concurrents, jusqu’à ce qu’à sa grande surprise, une bonne partie des habitants de Radiator Springs viennent se joindre à son équipe pour le soutenir.
Doc, qui est venu en tant que directeur technique, ne manque pas d’être remarqué par tout le monde étant donné sa grande renommée. Guido se montre également d’une aide incroyable, parvenant à changer les roues de Flash plus rapidement à lui tout seul que toute une équipe. Tout ceci encourage Flash McQueen, qui parvient ainsi à reprendre la tête de la course, loin devant Strip Weathers et Chick Hicks.
Mais ce dernier mauvais perdant, et refusant de terminer dernier, il assène alors un coup violent au King, lui faisant perdre le contrôle et l'éjectant hors de la piste. Après plusieurs tonneaux, Strip Weathers s’immobilise, accidenté. Flash McQueen, voyant le résultat du crash, se remémore l’accident de Doc ayant mis un terme à sa carrière. À quelques mètres de l’arrivée, il pile sur ses freins et s’arrête juste avant la ligne, laissant Chick Hicks gagner la course. Flash rejoint Strip Weathers, et le pousse jusqu’à la ligne d’arrivée pour lui faire dignement terminer sa carrière.
Grâce à sa tricherie, Chicks Hicks remporte la Piston Cup, mais est huée par la foule. Flash McQueen se voit offrir son rêve, Tex lui proposant de rejoindre l’équipe Dinoco pour la beauté de son esprit sportif, mais le cœur de Flash a bien changé et il ne peut se résigner à quitter l’équipe Rust-eze qui lui a mis le pied à l’étrier et l’a amené là où il est.
Après la course, Flash revient à Radiator Springs, là où il a décidé d’implanter son quartier général de course. Grâce à Flash McQueen, la ville connaît un boom touristique qui la revitalise, et l’ancienne Route 66 autrefois abandonnée redevient une route majeure, étant officiellement classée « Route 66 Historique ».

## Fiche technique
- Titre original : Cars
- Titre français : Cars : Quatre Roues
- Titre québécois : Les Bagnoles
- Réalisation : John Lasseter et Joe Ranft
- Scénario : John Lasseter, Joe Ranft, Jorgen Klubien, Dan Fogelman, Kiel Murray et Phil Lorin, assistés de Robert L. Baird et Daniel Gerson, d'après une histoire de John Lasseter, Joe Ranft et Jorgen Klubien
  - Story-boards : Brian Fee ; Josh Cooley ; Dan Scanlon ; Steve Purcell ; Mark Andrews ; Brenda Chapman
- Direction artistique : William Cone et Bob Pauley
- Animation : Scott Clark et Doug Sweetland (supervision), Dave Mullins, 
  - Photographie (supervision) : Jeremy Lasky (caméra), Jean-Claude Kalache (lumières)
  - Ombrage (supervision) : Tia Kratter ; Thomas Jordan (personnages) ; Chris Bernardi et David Munier (décors)
  - Transparences (supervision) : Lisa Forssell
  - Personnages (supervision) : Tim Milliron ; Ziah Sarah Fogel (foules)
  - Décors (supervision) : Sophie Vincelette
  - Effets spéciaux (supervision) : Steve May
  - Rendu (supervision) : Jessica Giampietro McMackin
  - Optimisation (supervision) : Anthony Apodaca
- Son : Tom Myers
- Montage : Ken Schretzmann
- Musique : Randy Newman
- Direction technique : Eben Ostby (supervision)
- Production :
  - Direction : Jonas Rivera
  - Producteur associé : Thomas Porter
  - Délégation : Darla Anderson
- Sociétés de production : Pixar Animation Studios, Walt Disney Pictures
- Société de distribution : Buena Vista International
- Budget : 120 millions USD
- Pays d'origine :  États-Unis
- Format : couleur - 2.35:1 - Dolby Digital - DTS
- Durée : 116 minutes
- Genre : Animation, comédie sportive
- Dates de sortie :
  - États-Unis : 14 mars 2006 (première mondiale au ShoWest) ; 9 juin 2006 (sortie nationale)
  - Québec : 9 juin 2006
  - France, Suisse romande : 14 juin 2006
  - Belgique : 5 juillet 2006

## Distribution

### Voix originales
- Owen Wilson : Lightning McQueen (Flash McQueen)
- Bonnie Hunt : Sally Carrera
- Larry the Cable Guy : Mater (Martin)
- Paul Newman : Doc Hudson
- John Ratzenberger : Mack / Lilipuce / Bayonne / Yéti
- Cheech Marin : Ramone
- Tony Shalhoub : Luigi
- Michael Keaton : Chick Hicks
- Michael Schumacher : Ferrari
- Joe Ranft : Red / Peterbilt
- Jeremy Piven : Harv
- Andrew Stanton : Fred
- George Carlin : Fillmore
- Paul Dooley : Sarge (Sergent)
- Jenifer Lewis : Flo
- Guido Quaroni : Guido
- Michael Wallis : Sheriff
- Katherine Helmond : Lizzie
- Tom Magliozzi : Rusty Rust-eze (Clic)
- Ray Magliozzi : Dusty Rust-eze (Clac)
- Richard Petty : Strip « The King » Weathers
- Darrell Waltrip : Darrell Cartrip
- Bob Costas : Bob Cutlass (Bob Finelame)
- Jay Leno : Jay Limo
- Dale Earnhardt Jr. : Junior
- Mario Andretti : Mario Andretti
- Richard Kind : Van
- Edie McClurg : Minny
- Humpy Wheeler : Tex
- Lynda Petty : Mrs « The King »
- Sarah Clark : Kori Turbowitz
- Jonas Rivera : Boost (Booster)
- Lou Romano : Snotrod (Plein-pot)
- Adrian Ochoa : Wingo
- E.J. Holowicki : DJ
- Elissa Knight : Tia
- Lindsay Collins : Mia
- Mike Nelson : Not Chuck
- Tom Hanks : Woody Car
- John Goodman : Sulli Truck
- Billy Crystal : Mike Car
- Dave Foley : Tilt
- Tim Allen : Buzz

### Voix françaises
- Guillaume Canet : Flash McQueen
- Cécile de France : Sally Carrera
- Michel Fortin : Martin
- Bernard-Pierre Donnadieu : Doc Hudson
- Guillaume Orsat : Mack
- Pascal Sellem : Fillmore
- Jacky Nercessian : Sergent
- Annie Balestra : Flo
- Julien Kramer : Ramone
- Danilo De Girolamo : Guido
- Marc Pérez : Luigi
- Michel Dodane : Shériff
- Marion Game : Lizzie
- Samuel Le Bihan : Chick Hicks
- Max Morel : Click
- Bernard Bollet : Clack
- Gabriel Le Doze : Strip « Le King » Weathers
- Philippe Chereau : Darrell Cartrip
- Pat Angeli : Bob Finelame
- Jean-Luc Atlan : Jay Limo
- Michael Schumacher : Lui-même
- Luis Daniel Ramirez : Red
- Jean-Louis Faure : Harv
- Guy Chapellier : Van
- Virginie Mery : Minny
- Emmanuel Jacomy : Tex Dinoco
- Marie-Madeleine Burguet-Le Doze : Mme King
- Anne Jolivet : Kori Turbowitz
- Alexis Tomassian : Boost
- Tony Marot : Plein-pot
- Hervé Rey : Wingo
- Donald Reignoux : DJ
- Isabelle Volpe : Tia
- Marie Millet : Mia
- Richard Darbois : Buzz l'Éclair
- Patrick Préjean : Bayonne
- Jacques Frantz : Sulli
- Éric Métayer : Woody, Bob Razovski
- Henri Guybet : Yéti
- Thierry Wermuth : Tilt
- Edgar Givry : Lilipuce

### Voix québécoises
- Patrice Dubois : Flash McQueen
- Manuel Tadros : Mater
- Mélanie Laberge : Sally
- Vincent Davy : Doc Hudson
- Sylvio Orvieto : Luigi
- Luis de Cespedes : Ramone
- Hélène Mondoux : Flo
- Benoît Rousseau : Mack, Hamm, Petit Pou, Yeti
- Daniel Picard : Chick Hicks
- Alain Zouvi : Fred, Woody, Mike
- Sylvain Hétu : Le King
- Johanne Garneau : Lizzie
- Louis-Philippe Dandenault : Fillmore
- Louis-Georges Girard : Darrell Cartrip
- Hubert Gagnon : Shérif
- Joël Legendre : Sergent
- Raymond Bouchard : Tex Dinoco
- Julie Ménard : Kori Turbowitz
- Sébastien Dhavernas : Bob Culasse
- Jacques Lavallée : Red
- Daniel Lesourd : Harv
- François Trudel : Van
- Nathalie Coupal : Mini
- Claudine Chatel : Mme King
- Tristan Harvey : Wingo
- Annie Girard : Tia et Mia
- Denis Mercier : Sulley
- Mario Desmarais : Buzz
- Marc Labrèche : Rusty
- Gilbert Lachance : Dusty, Flik

## Production

### Bande originale
| 1.  | Real Gone           | Sheryl Crow                            | 3:20 |
| 2.  | Route 66            | Chuck Berry                            | 2:50 |
| 3.  | Life is a Highway   | Tom Cochrane, reprise de Rascal Flatts | 4:35 |
| 4.  | Behind the Clouds   | Brad Paisley                           | 4:08 |
| 5.  | Our Town            | James Taylor                           | 4:07 |
| 6.  | Sh-Boom             | The Chords                             | 2:25 |
| 7.  | Route 66            | John Mayer                             | 3:24 |
| 8.  | Find Yourself       | Brad Paisley                           | 4:10 |
| 9.  | Opening Race        | Randy Newman                           | 2:04 |
| 10. | McQueen’s Lost      | Randy Newman                           | 2:28 |
| 11. | My Heart Would Know | Hank Williams, Drifting Cowboys        | 2:24 |
| 12. | Bessie              | Randy Newman                           | 0:58 |
| 13. | Dirt is Different   | Randy Newman                           | 1:26 |
| 14. | New Road            | Randy Newman                           | 1:17 |
| 15. | Tractor Tipping     | Randy Newman                           | 1:20 |
| 16. | McQueen and Sally   | Randy Newman                           | 1:59 |
| 17. | Goodbye             | Randy Newman                           | 2:41 |
| 18. | Pre-Race Pageantry  | Randy Newman                           | 1:29 |
| 19. | The Piston Cup      | Randy Newman                           | 1:52 |
| 20. | The Big Race        | Randy Newman                           | 3:07 |

## Distinctions

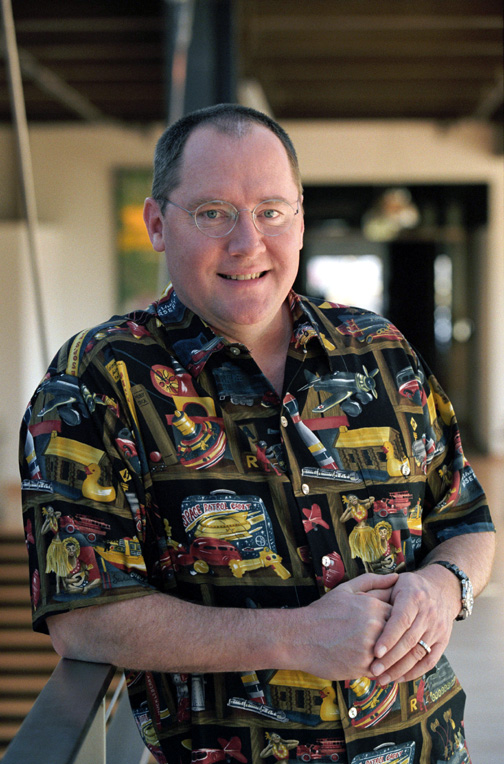
Le réalisateur du film John Lasseter en août 2002.

### Récompenses
- Golden Globe 2007 : meilleur film d’animation
- Annie Awards 2007 : meilleur film d'animation et meilleure musique pour le cinéma (Randy Newman)

### Nominations
- Oscars 2007 : meilleure chanson originale
- Oscars 2007 : meilleur film d'animation
- BAFTA 2007 : meilleur film d'animation
- Annie Awards 2007 : meilleure réalisation pour le cinéma, meilleur scénario pour le cinéma, meilleurs effets animés, meilleure animation de personnage pour le cinéma, meilleurs décors pour le cinéma

## Sortie vidéo
- États-Unis, Canada : 7 novembre 2006 : DVD simple ; 6 novembre 2007 : Blu-ray
- France : 14 décembre 2006 : DVD simple ; 6 juin 2007 : DVD collector ; 1er février 2008 : Blu-ray

En plus du film, le DVD contient :
- deux courts-métrages en animation 3D : L'Homme orchestre (4 min 30) et Martin et la Lumière fantôme (7 min) ;
- un documentaire sur l'origine de Cars expliquée par John Lasseter (7 min) ;
- la version plein écran des animations du générique de fin
- 4 scènes coupées, présentées sous la forme de story-board (10 min) : La station-service Top Down, Perdu, Travail d'intérêt collectif et Motoramas Girls.

## Radiator Springs
Radiator Springs est la ville fictive où se déroule la majorité du film. Elle serait située sur la mythique Route 66 (route qui traverse d'Est en Ouest les États de l'Illinois, du Missouri, du Kansas, de l'Oklahoma, du Texas, du Nouveau-Mexique, de l'Arizona et de la Californie).
La ville aurait été créée dans les années 1930 par un certain Stanley, une voiture vendant des bouchons de radiateurs.
Dans les années 1930 à 1950, la ville est à son âge d’or car, étant placée sur la Route 66, des centaines de voitures traversaient la ville et fréquentaient ses différents commerces.
C’est à partir de 1957, lors de l’ouverture de l'Interstate 40, que la fréquentation de la Route 66 baisse. Puis c'est dans les années 1960 que la ville commença à ne plus du tout voir passer des voyageurs.
Toutes les boutiques de la ville ferment définitivement les unes après les autres et la ville est laissée en ruine. Dans les années 1980, la Route 66 et la ville sont retirées des cartes. Les habitants sont attristés par cette nouvelle et s’enferment dans leurs boutiques.
Cependant, grâce à Flash McQueen, la ville retrouve la période de l'âge d'or qu'elle avait connu des années 30 jusqu'aux années 50 et redevient ainsi une destination touristique.

## Personnages
- Flash McQueen : Mélange de différentes voitures de course, en particulier du type NASCAR et 24 Heures du Mans de modèle récent[1]
- Strip « le King » Weathers : Plymouth Superbird de 1970 de Richard Petty, numéro 43
- Chick Hicks : Nascar des années 1980, sur une base de Buick Regal de la même époque
- Mater/Martin : Dépanneuse International Harvester L-170 de 1951[2] qui ressemble à un Chevrolet 3800 de 1956 mixé avec une International Harvester L-170 de 1958
- Sally Carrera : Porsche 911 type 996, modèle 2002
- Doc Hudson : Hudson Hornet modèle 1951
- Ramone : Chevrolet Impala lowrider de 1959
- Fillmore : Volkswagen Combi de 1960
- Sarge : Une Jeep qui présente les caractéristiques des jeeps Willys MB et Willys CJ-2A.
- Flo : Modèle présenté au salon Motorama de 1957
- Luigi : Fiat 500 de 1959
- Guido : Chariot élévateur italien, sur base Isetta
- Shériff : Mercury Coupé Club de 1949
- Mack : Camion Mack Superliner de 1985
- Lizzie : Ford modèle T de 1923
- Red : Fourgon d'incendie des années 1960, inspiré du modèle American LaFrance
- Bob Cutlass : Oldsmobile Aurora de 1999
- Darrell Cartrip : Chevrolet Monte Carlo de 1977

### Équipe Rust-eze
- Flash McQueen : Flash McQueen est le personnage principal de l’histoire. Il est un jeune véhicule de course anthropomorphe, agressif, arrogant et n’accordant aucune attention à ses équipiers, qui le quittent d’ailleurs au début du film. Il a pour ambition de devenir le premier rookie à remporter la course de la Piston Cup, et d’être sponsorisé par Dinoco. Malheureusement, à cause de ses pneus explosés, il franchit la ligne d’arrivée exactement au même moment que ses deux adversaires, et une nouvelle course est organisée pour les départager. Sur le chemin de la Californie, il est involontairement abandonné sur la route dans le désert et se retrouve à Radiator Springs, une ville quasi abandonnée, et dans laquelle il occasionne malencontreusement beaucoup de dégâts, qu’il est condamné à réparer avant de pouvoir partir. Il se lie alors d’amitié pour les habitants de la ville, notamment Martin, la dépanneuse, et Sally Carrera, dont il tombe amoureux. Cette expérience le conduit à comprendre l’importance de l’amitié et de l’amour, et lui fait comprendre que gagner une course n’est pas forcément la chose la plus importante qui soit dans une vie de coureur automobile.
- Mack : Mack fait partie de l’équipe technique Rust-eze et, à la suite du départ du reste de l’équipe, se trouve être le seul ami de Flash McQueen. C’est un camion qui a la charge de transporter Flash McQueen sur le lieu des courses. Lors d’un trajet, il s’endort et perd sa cargaison, laissant Flash McQueen au beau milieu de la route, en plein désert. Évidemment, il finit par le retrouver et l’emporte sur le lieu de la course dans les temps. Bien que Flash ne manifeste pas un intérêt particulier pour Mack au début du film, ce dernier est toujours agréable avec lui. La course finale fait prendre conscience à Flash McQueen que Mack est le seul membre de l’équipe technique qu’il lui reste, ce pour quoi il le remercie. Mack va tenir ce rôle jusqu’à ce que la moitié de la population de Radiator Springs se joigne à lui pour l’aider dans ses tâches. Après la course, Mack ramène Flash McQueen à Radiator Springs. Les scènes d’animation du générique de fin présentent Mack alors qu’il critique une série de parodies des précédents films de Pixar, dans un cinéma de plein air. Mack est un camion Mack Superliner de 1985. Mack réapparait plus tard dans le second opus, mais il n'intervient qu'à deux reprises, et uniquement à Radiator Springs. La première fois lors du retour de Flash à Radiator Springs au début du film, et la seconde fois à la fin du film lors d'une visite d'Holley Shiftwell et Finn McMisille.
- Personnel du stand : Le personnel du stand est composé de chariots élévateurs, dont l’un, apparemment le chef d’équipe, est prénommé Michel. Durant la course, Flash fait un arrêt au stand, mais au moment où l'équipe s'apprête à changer ses pneus, il repart en disant "Non ! Non ! Pas les pneus ! Le plein !". Plus tard, à la fin de la course, ils changent les pneus de Flash qui avaient éclaté avant la ligne d'arrivée. À ce moment-là, Flash ne s'intéresse qu'aux journalistes et non à son équipe technique. Désespérés et en colère, tous les membres de l'équipe technique décident d'abandonner Flash en lui disant : "On vous largue, monsieur One Man Show !".
- Harv : Harv est l’agent de Flash McQueen. Il n’intervient qu’à deux reprises durant tout le film et uniquement par interphone. La première fois lorsque Mack et Flash McQueen sont sur la route pour Los Angeles et la seconde lorsque Flash McQueen est retrouvé à Radiator Springs.
- Rusty et Dusty Rust-eze : Les frères Rusty et Dusty Rust-eze sont les présentateurs de l’équipe Rust-eze qui sponsorise Flash McQueen. Rusty est une Dodge A100 de 1964 tandis que Dusty est une Dodge Dart V10 de 1963.

### Équipe Dinoco
- Le King Strip Weathers : Strip « Le King » Weathers est la voiture bleue no 43 de l’équipe Dinoco doublée dans la version originale par Richard Petty, le champion de la discipline NASCAR qui a toujours porté le no 43. La voiture est inspirée par la Plymouth Superbird de 1970 de Richard Petty. C’est le champion de Dinoco, sept fois vainqueur de la Piston Cup (en réalité, Richard Petty et Dale Earnhardt père sont les seuls à avoir gagné à sept reprises la série reine de la NASCAR). Il explique à Flash McQueen qu’il ne peut rien faire sans une équipe, mais le jeune prétentieux est surtout préoccupé par prendre la place du King chez Dinoco après son départ à la retraite.
- Madame King : Madame King, comme l’appelle Martin, est l’épouse du King. Dans la version originale, elle est doublée par Lynda Petty, la véritable épouse de Richard Petty. Il s’agit d’un break Chrysler Town & Country de 1974, inspiré par la propre voiture que les Petty conduisaient dans les années 1970 pour aller sur les circuits. Durant les courses, Madame King est assise dans la loge officielle de Dinoco.
- Tex : Tex est une Cadillac Coupé De Ville de 1975 à la carrosserie dorée, au toit recouvert par une peau de vache et à la calandre équipée d’impressionnantes cornes de vache texane. C’est le patron de Dinoco, mais rien ne permet de dire que ce soit son nom de famille, même si la miniature réalisée par Mattel est vendue sous l’appellation de Tex Dinoco. Le dessin de Tex s'inspire des voitures réalisées pour Nudie Cohn (1902-1984), le roi de la confection style western installé à North Hollywood et faiseur des tenues de Roy Rogers, John Wayne ou Elvis Presley. Tout au long de sa carrière, « Nudie » s'est fait aménager 18 cabriolets sur base Pontiac et Cadillac avec un habillage en peau de vache, des tableaux de bords recouverts de pièces de dollar en argent, des revolvers à la place des poignées de portières et avec d'énormes cornes de vache (jusqu'à 2,10 m de large sur sa Cadillac de 1975) au-dessus de la calandre.
- Hélicoptère : L’hélicoptère de Dinoco, appelé Rotor Turbosky dans la miniature en référence au célèbre constructeur Sikorsky, est un hélicoptère de transport décoré aux couleurs de Dinoco. Martin fait un tour à son bord à la fin du film grâce à la promesse que lui a faite Flash McQueen et qui est la seule demande qu'il formule à Tex quand celui-ci vient lui demander de rejoindre son équipe après la finale des ex aequo.

### Équipe Hostile Takeover Bank (HTB)
- Chick Hicks : Chick Hicks est l’éternel rival vert antipathique qui a fait toute sa carrière dans l’ombre du King et en a conçu beaucoup de ressentiment. Il porte le no 86 en référence à l'année de création de PIXAR. Il s’agit d’une Buick Regal des années 1980 (ou un modèle similaire des autres divisions de General Motors établi sur la plateforme G des modèles d'alors à propulsion) équipée d'une calandre qui ressemble à une grosse moustache noire. Prêt à tout pour remporter une victoire, il n’hésite pas à pousser ses concurrents à la faute et à provoquer un monstrueux carambolage dans la course d’ouverture du film pour se débarrasser de Flash McQueen. Il remporte la finale des ex aequo en envoyant le King dans le décor, et alors qu’il s’attend à une vaste ovation, il se fait huer lors de la remise de sa Piston Cup. D'un certain point de vue, il représente ce que Flash McQueen aurait pu devenir.
- Personnel du stand : Il s’agit d’un groupe de chariots élévateurs qui portent tous une fausse moustache pour ressembler à leur champion. Le directeur technique est un pick up Dodge Ram qui renseigne Chick Hicks sur le déroulement de la course (il lui indique que Flash McQueen a crevé dans la course d’ouverture du film). Lors de la finale des ex aequo, ils se moquent de Guido avant que ce dernier ne leur montre qu’il est capable à lui seul de changer les 4 roues de Flash McQueen en moins de 4 secondes. Ils en perdent leur fausse moustache, le plus grand d’entre eux la perdant quand Guido dit « pit stop ».

### Population de Radiator Springs
- Martin : Martin (« comme Aston Martin, mais sans Aston » d’après ses dires) est une vieille dépanneuse rouillée. Inspirée par un modèle International Harvester de 1951 à Galena, il ressemble à un International Harvester de 1958 ou un pick-up Chevrolet ou GMC des années 1950. Il est immatriculé A113. Il a perdu son capot ainsi que le phare gauche. As du lancer de crochet de dépannage, il rend encore beaucoup de service à la ville. Il parle avec un accent paysan, en faisant des fautes de syntaxe et souffre quelque peu de dyslexie ; il a également du mal à épeler certains mots. Il est simple et c'est un bon vivant qui aime s’amuser. C’est un ami loyal qui est apprécié de tous. Il devient rapidement le meilleur ami de Flash McQueen. Martin est également le champion autoproclamé de la conduite en marche arrière, activité où il fait preuve d’une habileté certaine grâce à ses rétroviseurs et à sa propre philosophie : « je n’ai pas besoin de savoir où je vais, du moment que je sais d’où je viens ». Il apprend cette façon de rouler à Flash, qui saura l’utiliser à son avantage face à Chick Hicks durant la finale des ex aequo. Il passe son temps à faire culbuter les tracteurs et à chercher la lueur fantôme. Lors du générique de fin, Martin retrouve son capot qu’il avait perdu il y a plus de vingt ans au fond de la Tailfin Pass (la passe de l’aileron). Ce dernier est de couleur bleu ciel, la couleur de la peinture qu’avait Martin dans sa jeunesse, avant de finir par rouiller. Hélas, Martin éternue et le capot retombe au fond du ravin.
- Doc Hudson : C'est le juge et le médecin de Radiator Springs dont la première réaction en voyant Flash McQueen est de demander au Shérif de l'expulser de la ville. Mais Sally parvient à le faire revenir sur sa décision et à lui faire condamner Flash à réparer la route de la ville. Face à l'impatience du jeune Flash de repartir, Doc le met au défi de le battre à la régulière dans une course sur terre. Resté bloqué sur la ligne de départ, Doc part avec Martin récupérer Flash qui est sorti de piste dans un virage. Doc lui explique alors comment négocier un virage sur terre en contrebraquant les roues dans le sens inverse du virage pour reprendre la maîtrise quand les roues arrière commencent à déraper, ce qui laisse Flash incrédule. Mais Doc Hudson garde un secret que Flash découvre par hasard ; derrière le paisible médecin de campagne, Doc cache son passé d'ancien vainqueur de trois Piston Cup (1951, 1952 et 1953), détenteur du record du nombre de victoires en une seule saison et son appellation de « Fabuleux Hudson Hornet ». Mais cette légendaire voiture de course a connu un terrible accident au cours de la saison 1954 qui l'a éloigné des circuits. À son retour, tout le monde l'avait oublié et s'intéressait aux nouveaux 'rookies'. Hudson a alors quitté la course, en conservant la coupure de presse et la photo de son accident pour se souvenir de ne jamais revenir dans un milieu qui avait failli le détruire. Après avoir étudié la médecine (i.e. la mécanique), il est venu s'installer à Radiator Springs où il a ouvert sa clinique (i.e. son garage) et y est resté après que l'autoroute I-40 fut construite et que la population de la ville ne se réduisit à la douzaine de ses habitants actuels. Il est respecté et aimé des habitants, dont aucun ne connaît son secret. Après que Flash eut fini de réparer la route, c'est lui qui contacte les journaux et la télévision pour qu'ils se précipitent à Radiator Springs pour ramener Flash McQueen au monde de la course. Mais devant la tristesse des habitants de la ville, il retrouve ses couleurs de course et son numéro 51 et rejoint McQueen le jour de la course pour devenir son directeur technique, en compagnie de la quasi-totalité des habitants qui constituent l'équipe de ravitaillement. Son retour sur le circuit est salué par une ovation de la foule et par des marques de respect des commentateurs sportifs. Le personnage de Doc Hudson est inspiré par la Hudson Hornet de 1951, une berline 2 portes du constructeur Hudson qui, après sa fusion avec la firme Nash, forma le groupe American Motors. La version course de la Hornet a remporté les 3 championnats NASCAR en 1951, 1952 et 1953, et détient le record du nombre de victoires en une seule saison avec 27 en 1952. La voix originale de Doc Hudson est celle de Paul Newman, acteur devenu pilote de course (il a fini 2e aux 24 Heures du Mans 1979) puis directeur d'une importante équipe de course américaine. On apprend au début du film Cars 2 qu'il est mort.
- Sally Carrera : Sally Carrera était avocate à Los Angeles, où elle ne se plaisait pas du tout. Un jour, elle a pris la route et a roulé jusqu’à ce qu’elle tombe en panne, en face du Wheel Well Motel. Dépannée par Doc Hudson et accueillie par Flo, elle est tombée sous le charme de Radiator Springs et des environs, et ne s’en est plus jamais allée. Sally est le procureur de la ville. Elle tient également le Cozy Cone Motel, un motel où les chambres sont en forme de cônes de signalisation (les voitures viennent y dormir au lieu de les éviter comme le dit Flash). À la fin du film, elle rouvre avec Flash le Wheel Well Motel. Au fur et à mesure de l’avancée dans l’histoire, les relations entre Sally et Flash évoluent. Au début particulièrement froides, ils se prennent progressivement d’affection l’un pour l’autre, jusqu’à ce que finalement Flash réalise qu’il y a quelque chose qu’il désire encore davantage que la Piston Cup. Sally tient son nom du modèle de voiture dont elle est tirée, la Porsche 911 « Carrera » type 996, modèle 2002. La Porsche 911 Carrera dispose d’un aileron qui ne se redresse normalement qu’à haute vitesse, mais à un moment dans le film, Sally le relève intentionnellement pour exposer son tatouage de creux des reins, que Flash ne manque pas de remarquer. L’utilisation d’un modèle Porsche serait une référence au personnage de Portia[3], l’héroïne de la pièce de William Shakespeare Le Marchand de Venise, qui se déguise en avocat dans une scène. Le Cozy Cone Motel existe sur l'actuelle route 66 en tant que « Wigwam Motel », où les cabines sont des tipis.
- Luigi : Luigi est une Fiat 500 de 1959, amateur de course automobile en général et inconditionnel de la Scuderia Ferrari, immatriculé 445-108, nombres qui représentent la latitude et la longitude de l’usine Ferrari de Modène. Luigi est le propriétaire d’un magasin de pneus, la « Casa del Tires », connu également pour sa Tour penchée de Pneus, un empilement de pneus évoquant la Tour de Pise. L’intérieur du magasin est décoré de photos de Ferrari de course. Au début, il snobe Flash qui, bien qu’il soit une voiture de course, n’est pas une Ferrari et n’en connaît même pas une seule. Il vit enfin son rêve à la fin du film quand Michael Schumacher, sous les traits d’une Ferrari, vient lui demander de changer ses pneus ; il en tombe d’ailleurs à la renverse. Dans la version italienne du film, Luigi est doublé par l’acteur Marco Della Noce, qui a tenu le rôle d’Oriano Ferrari, caricature du directeur technique de la Scuderia.
- Guido : Guido est un petit chariot élévateur qui assiste Luigi. Guido ne parle que l’italien et ne connaît que deux mots en anglais : pit stop (l’arrêt ravitaillement des voitures de course). Il rêve de faire le ravitaillement d’une voiture de course, et son rêve devient réalité lors de la finale des ex aequo quand il réussit le « pit stop » le plus rapide de l’histoire de la Piston Cup en changeant les quatre roues de Flash en moins de quatre secondes. Comme Luigi, il tombe à la renverse quand Michael Schumacher lui parle en italien : « Spero che il tuo amico si riprenderà. Mi dicono che siete fantastici. » (« J’espère que ton ami va s’en remettre. On m’a dit que vous étiez fantastique. »). Néanmoins, Guido prononce qu'un seul mot français dans Tokyo Martin ("modifié"). Dans la version italienne du film, Guido est doublé par l’ancien pilote de Formule 1 Alex Zanardi, qui parle avec l’accent de l’Émilie-Romagne, région où se trouve Modène.
- Ramone : Ramone est un ‘lowrider’ établi sur la base d’une Chevrolet Impala de 1959, dont la plaque d’immatriculation « LOWNSLO » fait référence à la façon de rouler des lowriders : au ras du sol et doucement (low and slow). Ramone tient un atelier de peinture de personnalisation mais, comme aucun client ne se présente, il se repeint lui-même tous les jours (en violet, en or, en rouge, en vert). Il est marié avec Flo qui tient le restaurant à côté de son atelier. Flash est son premier client depuis quarante ans, quand il demande à se faire repeindre en un rouge candy avec un retour blanc derrière la roue avant. Dans une scène coupée présentée dans les bonus du DVD, la seule voiture que Ramone a refusé de repeindre est Flo. Quand elle lui a demandé pourquoi, il lui a répondu qu’il ne pouvait pas la repeindre parce qu'il ne touche pas aux « classiques » (sous-entendant qu'elle est parfaite). C’est comme ça qu’ils sont tombés amoureux.

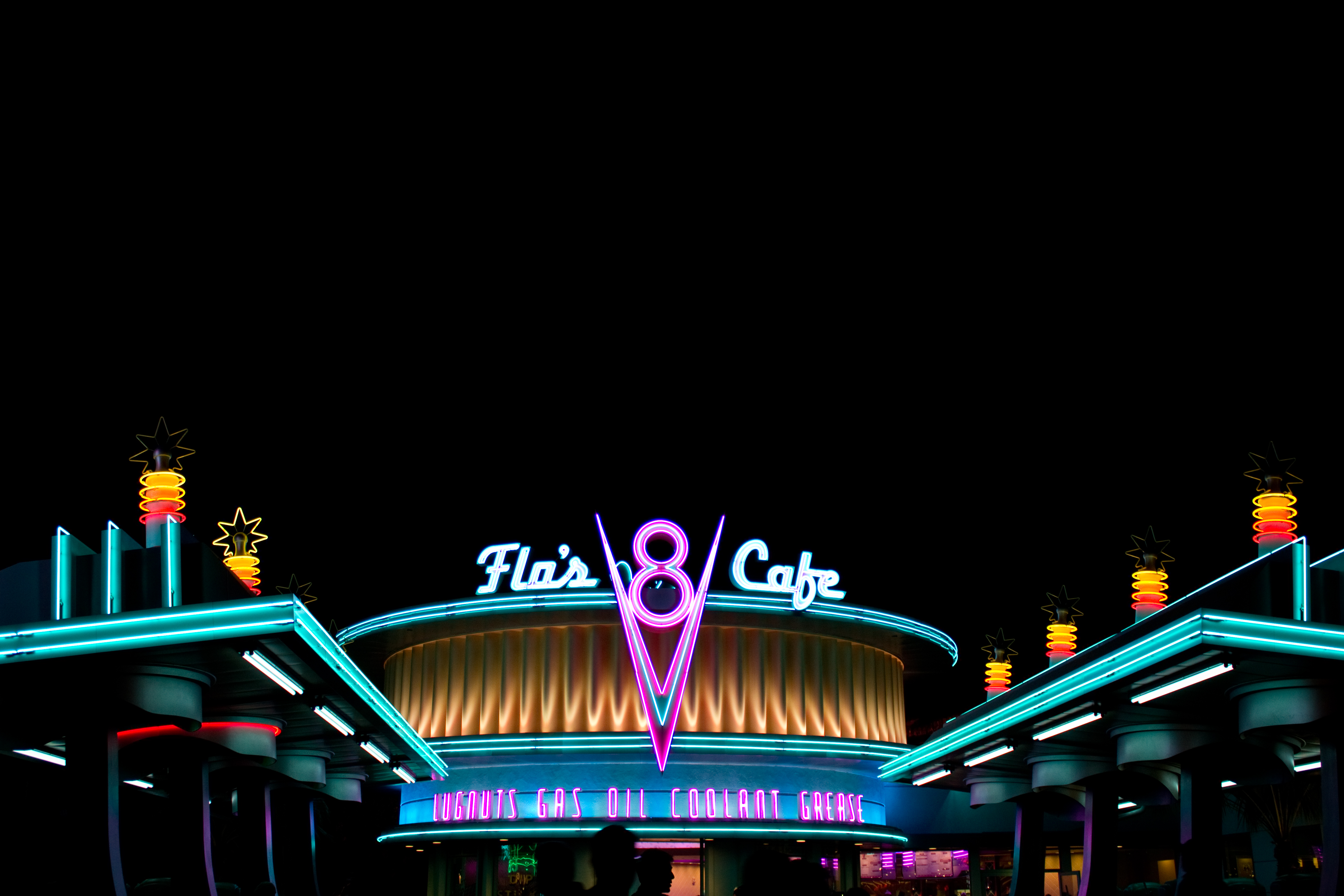
Flo’s V8 Café recréé dans le parc Disney California Adventure.

- Flo : Flo tient le seul restaurant de Radiator Springs, le « Flo’s V8 Café ». Elle est immatriculée « SHOGRL », abréviation de « show girl » et plaque identique à celle que la General Motors posait sur ses prototypes de salon qu’elle exposait dans son salon itinérant « Motorama » dans les années 1950. D’après une scène coupée présentée dans les bonus du DVD, Flo serait un prototype qui serait venu à Radiator Springs durant une de ces tournées. À noter que le modèle de sa voiture est le même que celle d'Al McWhiggin dans Toy Story 2, autre production Pixar sorti 7 ans auparavant.
- Shérif : Le Shérif est une Mercury de 1949 immatriculée dans le comté de Carburator avec la plaque 001. Il est peint dans le classique deux tons noir et blanc des véhicules des représentants de l’ordre, est équipé d’un gyrophare rouge et de deux sirènes sur le toit ainsi que de baguettes de gabarit sur le bas de la caisse. Le Shérif est le premier habitant de Radiator Springs qui apparaît dans le film, et le premier à rencontrer Flash McQueen au cours d’une poursuite quand Flash roulait en excès de vitesse pour essayer de retrouver Mack. Il sympathise plus tard avec Flash, lui offrant même de l’escorter jusqu’en Californie, et il le rejoint dans son équipe de ravitaillement pour la finale des ex aequo.
- Fillmore : Fillmore est un minibus Volkswagen Combi immatriculé 51237, écriture anglaise de la date de naissance de George Carlin (12 mai 1937), sa voix originale. C’est le stéréotype d’un hippie, dont le bouc est formé par la plaque d’immatriculation. Il distille de l’essence biologique aux parfums multiples ; il est d’ailleurs convaincu que les grandes sociétés pétrolières ont fomenté un complot pour ne pas distribuer de l’essence « bio ». Tous les matins, pendant que son voisin Sarge lève les couleurs au son du réveil militaire, il fait jouer la version de l’hymne américain créée par Jimi Hendrix au concert de Woodstock. Et aux récriminations de Sarge qui lui lance « Éteins-moi cette saleté antipatriotique ! », il répond d’un laconique : « insulte pas les classiques, s’te plaît, c’est Hendrix ! ». Malgré tout, Sarge et Fillmore sont deux amis et on peut les voir se taquiner tout le long du film. Quand Flash traverse en trombe la ville, les deux compères regardent clignoter le seul feu de circulation de la ville ; Fillmore a ainsi remarqué que le feu dure plus longtemps une fois sur trois (ce qui fait dire à Sarge que « les années 1970 ne t'ont pas fait que du bien »).
- Sarge : Sarge est un ancien combattant dessiné sous la forme d’une Jeep Willys MB de la seconde guerre mondiale peinte en vert kaki et portant les insignes de grade d’un sergent major de l’armée américaine (« Sarge » est le diminutif du mot anglais « sergeant »). Il est le voisin de Fillmore et tient un magasin de surplus de l’armée. À la fin du film, il a étendu ses activités à un camp d’entraînement pour 4x4 où il forme des véhicules qui n’ont jamais mis leurs roues ailleurs que sur les boulevards des grandes villes.
- Lizzie : Lizzie est une Ford Model T de 1923 immatriculée MT23, en référence à son type et à son millésime. C’est la veuve de Stanley, le fondateur de Radiator Springs. Son nom est l’abréviation de Tin Lizzie (Lizzie la ferraille), le surnom de la Ford T à l’époque. Elle apparaît être un peu sénile, mais elle en pince pour Flash. Elle a également une certaine tendance à oublier ce qu'on lui dit. Lizzie est la tante de Martin.
- Red : Red est le pompier de la ville. Il s’agit d’un fourgon de pompiers Peter Pirsch immatriculé 002. Timide et très sensible, il éclate souvent en pleurs et part se cacher. Il passe le plus clair de son temps à entretenir les parterres de fleurs et à laver la statue de Stanley qui se trouvent devant sa caserne de pompiers.
- Franck : Franck est une moissonneuse-batteuse qui fait office de taureau pour le troupeau de tracteurs ; ses tuyaux d’échappement ressemblent à des cornes. Après l’avoir rencontré pour la première fois, Flash fait un cauchemar dans lequel Franck remporte la finale des ex aequo et devient le nouveau champion de Dinoco, après l’avoir battu ainsi que le King et après avoir même détruit Chick Hicks en le passant dans sa lame de moissonneuse.
- Bessie : Bessie est une goudronneuse. C'est le seul véhicule du film qui ne parle pas et n'a pas d'yeux, de nez, ou de bouche.
- Stanley : Stanley est le fondateur de Radiator Springs. Une statue à son effigie a été dressée devant la caserne de pompiers de la ville. Bien que disparu, Stanley continue d’exercer une influence sur la vie de la cité, et en particulier sur Lizzie qui lui parle souvent. Stanley était apparemment une voiture à vapeur Stanley de 1912. Stanley est l'oncle de Martin.
- Tracteurs : Vivant en troupeau, les tracteurs font office de vaches. Ce sont des modèles « Chew-all », une référence à la marque de matériels agricoles Farmall du groupe International Harvester dans les années 1950. Ils tiennent le rôle des vaches et ils apparaissent quand Martin et Flash viennent les faire culbuter sur leurs roues arrière en les réveillant en sursaut dans leur sommeil ; Martin utilise son avertisseur sonore alors que Flash fait rugir son moteur, ce qui fait surgir Franck… Ils envahissent la ville le lendemain en une furie provoquée par les agissements nocturnes de Martin. C’est en essayant de rattraper l’un d’entre eux que Flash découvre les dons de pilote de Doc Hudson sur la piste en terre. Ils apparaissent aussi dans le cauchemar de Flash après que Franck a remporté la Piston Cup. Ils entourent Flash et l’un d’eux vient même le lécher. Ils figurent enfin dans le générique, dans l’arrière-plan montrant les voitures au cinéma en plein air.
- Buldo : Bien que n’apparaissant pas à l’écran, Buldo est le seul ancien habitant de Radiator Springs dont il est fait mention. Lors du procès de Flash, Lizzie indique que seul Buldo est assez fort pour réparer la route (ce devait être un gros engin de travaux publics) mais Ramone lui rappelle que Buldo est parti à la casse depuis quinze ans, ce qui fait que Lizzie lui demande pourquoi il en parle.

### Delinquent Road Hazard
- DJ : DJ est un des membres du Delinquent Road Hazard. Il apparaît sur l'autoroute avec ses amis où il parvient à faire dormir Mack grâce à une musique d'ambiance. Mais Mac se réveille en sursaut après que Snot Rod ait éternué, forçant ses amis à se replier en toute discrétion. Physiquement, DJ est de couleur bleu. Il possède un jukebox et des haut-parleurs intégrées dans son coffre, deux pots d'échappement en position centrale sur le pare-chocs arrière, des néons bleus et des VU-mètres sur les bas de caisse.
- Boost : Boost est le chef du Delinquent Road Hazard. Il apparaît sur l'autoroute avec ses amis où il s'amuse à pousser Mac endormi sur Wingo, jusqu'à ce que ce dernier lui fasse la même chose. Physiquement, Boost est violet. Il possède deux gros pots d'échappement à l'arrière, des néons violets et un spoiler noir. En réalité, Boost est de couleur grise, mais sa carrosserie devient violette lorsqu'il roule en pleine nuit.
- Wingo : Wingo est un membre du Delinquent Road Hazard. Sur l'autoroute, il s'amuse avec Boost à pousser Mac endormi vers les côtés de l'autoroute. Physiquement, Wingo est de couleur verte. Il possède un pot d'échappement en position arrière gauche sur son pare-chocs, des néons verts, des graffitis sur la carrosserie et un grand spoiler ressemblant à une échelle.
- Snot Rod : Snot Rod est le dernier membre. Il s'agit d'une muscle car orange qui accélère de manière incroyable lorsqu'il se met à éternuer.

De par leur action, bien que personne ne le sache et qu'ils l'ignorent eux-mêmes, les quatre délinquants sont responsables de la disparition de Flash durant le film. Dans les scènes du générique, le quatuor se fait arrêter par le Shérif et ils sont condamnés à réparer la route de Radiator Springs. Tout comme Flash McQueen, ils reçoivent du goudron sur leurs carrosseries. Ils réapparaissent plus tard dans Tokyo Martin où ils s'amusent à faire des drifts dans les rues de Radiator Springs, Snot Rod est cependant absent. DJ apparaît seul plus tard dans « Ça tourne ! » où il regarde Guido en train de faire un petit spectacle avec un panneau publicitaire. À ce moment-là, DJ active ses sonos et envoie une musique pour donner plus d'ambiance au spectacle.
Dans le jeu vidéo, ils poursuivent Mack afin de le dévaliser sur l'autoroute. Ils se répartissent alors les tâches : DJ part en premier pour endormir Mack avec une musique, Boost arrive ensuite pour sauter sur la remorque et l'ouvrir grâce à un tremplin accroché sur Snot Rod et Wingo se charge ensuite de voler le contenu de la remorque. Ils sont plus tard arrêtés par Flash McQueen. Ils lui révèlent alors que c'est Chick Hicks qui les a envoyés.

## Autour du film

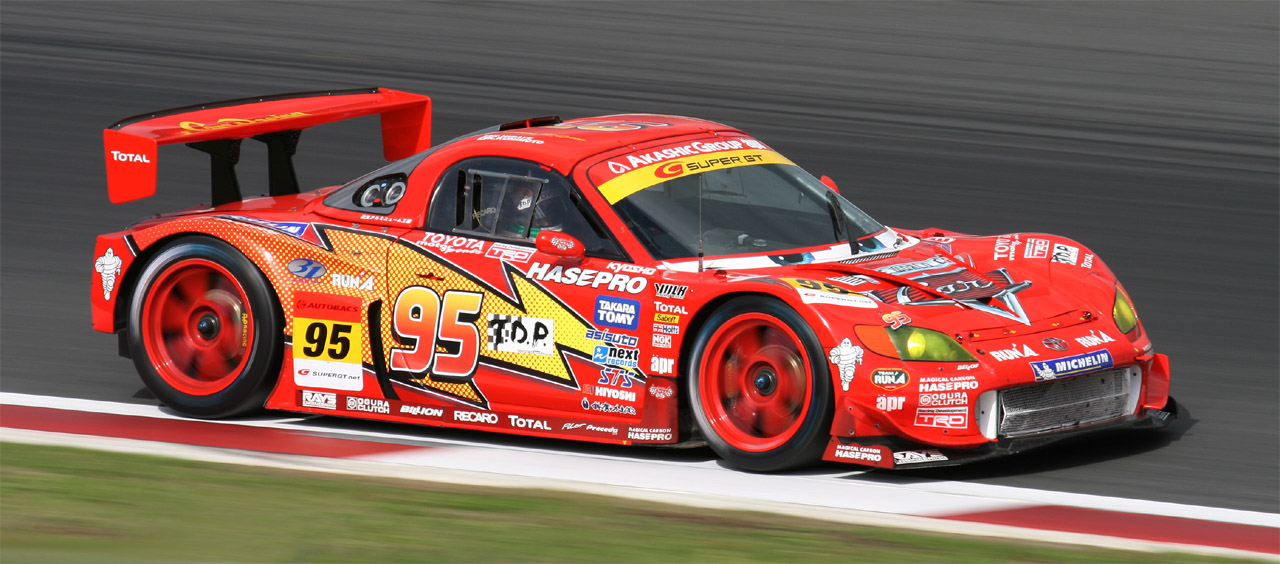
Le 4 mai 2008, au volant de la Lightning McQueen, Kohei Hirate remporte la course sur le Fuji Speedway en catégorie GT300.

- Dans la version originale, la plupart des voitures de course sont doublées par de vrais pilotes dont Richard Petty, Darrell Waltrip, Mario Andretti, Dale Earnhardt Jr., Michael Schumacher double la voix de la Ferrari qui passe faire changer ses pneus chez Luigi à la fin du film[4],[5].
- Philippe Chéreau et Pat Angeli qui doublent les personnages de Darrell Cartrip et Bob Finelame en français sont les commentateurs de la NASCAR, diffusée sur AB Moteurs. Les noms des personnages en version originale (Darrell Cartrip et Bob Cutlass) sont inspirés des anciens coureurs Darrell Waltrip et Bob Costas, qui leur prêtent leur voix dans le film[6].

- Jay Limo, un des présentateurs qui annonce la disparition de Flash à la télévision, est une caricature de Jay Leno, présentateur américain qui double le personnage dans la version originale. Son "menton" disproportionné parodie celui de Leno, qui est souvent sujet aux moqueries.

- Certaines images du film ont nécessité plus de 17 heures de calcul.

- McQueen est un hommage rendu à Glenn McQueen, un animateur de Pixar décédé en 2002. On peut y voir aussi une référence à Steve McQueen, dont l'une des grandes passions était la course automobile[7].

- La plaque d’immatriculation du minibus Filmore porte le numéro « 51237 », date d’anniversaire de l’acteur George Carlin qui lui prête sa voix pour la version originale (12 mai 1937).

- Le numéro que portait Flash McQueen à l’origine était le 57, année de naissance de John Lasseter. Il a cependant été remplacé par le numéro 95 en référence à l’année de sortie du premier succès Pixar du réalisateur, Toy Story[8].
- Les pneus de Flash portent la marque Lightyear. Ce choix est un double clin d’œil, d’une part à la célèbre marque Goodyear et d’autre part au personnage de Buzz l'Éclair (Lightyear en version originale) dans Toy Story[9]. Comme c'est le cas pour la firme d'origine, un ballon dirigeable aux couleurs du manufacturier survole les grandes épreuves auxquelles participe Flash.

- La Fabulous Hudson Hornet, représentée sous les traits de Doc Hudson, est une voiture des années 1950 ayant remporté 40 des 48 courses dans lesquelles elle était engagée.

- Au début du film, lors de la course, la voiture blanche numéro 84 (année de lancement du premier Macintosh) porte un logo Apple sur le capot. C'est un clin d'œil à Steve Jobs, un des fondateurs de Pixar et auparavant d'Apple[10].

- La Piston Cup est ainsi nommée en référence à la pièce mécanique mais aussi à la NASCAR Cup Series, le championnat Nascar entre 1970 et 2003.

- La marque fictive Dinoco était déjà présente dans le premier volet de Toy Story. Il s'agissait de la marque de la station service où Woody et Buzz montent dans la voiture de livraison de Pizza Planet[11]. Le logo de Dinoco ressemble au logo dinosaure de Sinclair Oil aux États-Unis; sa couleur "bleu Dinoco" est la couleur de la voiture "The King" #43 conduit par Richard Petty au NASCAR.
- Lorsque Mack conduit Flash McQueen en Californie, on aperçoit et entend brièvement des oiseaux sur une ligne électrique le long de l'autoroute, juste après que Mack s'est regardé dans le camion citerne. Ces oiseaux font référence au court métrage de 2000 de Pixar Drôles d'oiseaux sur une ligne à haute tension (For the Birds)[12].
- Dans les voitures qui attendent pour rentrer dans le stade en Californie, on peut apercevoir la voiture de Pizza Planet déjà vue dans les deux films Toy Story et Toy Story 2[13].

Dans la version française du film, Martin la dépanneuse tient son nom du personnage de Martine, du film Le Grand Chemin sorti en 1987. Les deux personnages partagent le même milieu et le même caractère.
- Le 12 août 2010, Disney Online dévoile le jeu en ligne World of Cars inspiré de Cars de Pixar[14].
- 22 juin 2016, Disney intente un procès pour contrefaçon contre 3 sociétés chinoises à cause du film Autobots similaire à la franchise Cars[15],[16]. Le 31 décembre 2016, deux entreprises chinoises sont condamnées par un tribunal de Shanghai à payer 194 000 USD pour contrefaçon en raison des similitudes entre les produits Cars et The Autobots[17].

Il s'agit du dernier film de Paul Newman, décédé en 2008.

## Adaptations et produits dérivés
- Cars : Quatre Roues (2006), un jeu vidéo
- Cars Quatre Roues Rallye, une attraction du Parc Walt Disney Studios ouverte en 2007.
- Martin et la Lumière fantôme (2006), court-métrage fourni comme bonus pour la sortie du DVD.
- Cars Toon (2008), mini-série télé diffusée sur le Web, aussi connue sous le nom de Martin se la raconte ou Les Grands Contes de Martin.
- Cars 2, jeu vidéo sorti en 2011 sur le second opus, développé par Avalanche Software et édité par Disney Interactive Studios
- Radiator Springs Racers (15 juin 2012), une attraction du parc Disney California Adventure.
- Pour le jeu vidéo Disney Infinity (développé par Avalanche Software et édité par Disney Interactive), un pack aventure Cars est sorti à sa sortie en 2013, accompagné de Flash McQueen et Holly Shiftwell. Martin et Francesco Bernoulli sont également sortis. Les figurines sont compatibles dans Disney Infinity 2.0 et 3.0.
- Le 30 juillet 2015, Disney Consumer Products lance Cars Daredevil Garage une application de réalité augmentée pour une nouvelle collection de voitures issues des films Cars[18].
- Le 27 janvier 2016, Mattel signe un contrat d'exclusivité mondial avec Disney pour des jouets basés sur la franchise Cars[19].
- Le 26 mai 2017, Sphero, fabricant du BB-8 et lauréat du programme Disney Accelerator, développe un nouveau jouet basé sur le personnage de Flash McQueen[20].
- Cars 3 : Course vers la victoire, jeu vidéo sorti en 2017 basé sur Cars 3, développé par Avalanche Software et édité par Warner Bros. Games.
- En avril 2019, Disneyland Paris annonce l'ouverture d'une nouvelle attraction, Cars Road Trip pour le Parc Walt Disney Studios. Son ouverture est prévue pour 2021, retardée par la pandémie de Covid-19.
- En 2022, Cars : Sur la route, une série dérivée de la suite du film Cars 3